# Loeseneriella africana
Loeseneriella africana är en benvedsväxtart som först beskrevs av Carl Ludwig Willdenow, och fick sitt nu gällande namn av Rudolf Wilczek. Loeseneriella africana ingår i släktet Loeseneriella och familjen Celastraceae.

## Underarter
Arten delas in i följande underarter:
- L. a. obtusifolia
- L. a. richardiana
- L. a. schimperiana
- L. a. togoensis